# 机のなかみ
『机のなかみ』（つくえのなかみ）は、2007年4月21日に公開された日本映画。
監督・脚本・編集は吉田恵輔、主演はあべこうじ・鈴木美生。

## 解説
キャッチコピーは「見ちゃいけないかわいさ　爽やかなのに残酷、抱腹絶倒なのに号泣。一途なのに下心たっぷり…予測不能な、この素晴らしくない世界。」
「なま夏」がゆうばり国際ファンタスティック映画祭オフシアターコンペティションでグランプリを獲得した吉田恵輔監督の長編デビュー作。下心いっぱいのお調子者の家庭教師と、ある秘密を抱えた可愛い女子高生を軸に繰り広げる予測不能の人間模様がコミカルに綴られる。主演は06年度R-1ぐらんぷり準優勝のあべこうじとグラビアアイドルの鈴木美生。

## ストーリー
大学受験を控えた高校生の望（鈴木美生）の父親は、家庭教師として馬場（あべこうじ）を雇うことにする。冒頭は、馬場が望と父親と初めて対面して望の勉強の状況について聞くシーンである。望の志望校は甲陽大学である。望は父親と2人暮らしで、父親から溺愛されているようで、馬場は父親から「くれぐれも変な間違いが無いようにお願いします」と釘を刺される。
馬場は同棲中のがさつで高圧的な彼女・棚橋美沙（踊り子あり）の半ばヒモのような感じで生活しているところ、望の愛くるしさにすっかり参ってしまい、何かにつけて彼女の気を引こうとする。或る日、馬場と美沙が一緒に街を歩いていると望に会う。馬場は美沙のことを余所余所しい感じで望に紹介し、美沙にはそれが面白くない。
望は大人しく、余り喋らないが、それでも時々、何故か思わせぶりな態度を見せてくる。望は馬場に「私って魅力無いですか？」、「彼女がいる人を好きになるっていけないことですか？」などと質問をし、馬場は望が自分のことを好きになったのではないかと思い舞い上がってしまう。
望の模擬試験の成績は上昇傾向となり、志望校への合格は固いと見られたが、合格することは出来なかった。部屋で落ち込む望を慰める馬場は、抵抗しない望に軽くキスし洋服を脱がしにかかるが、望の涙を見て途中で止める。しかしその後、衝動にかられた馬場は望のパンティを脱がすが、そこに父親が現れる。
映画は中断され、再度、冒頭の対面のシーンに戻り、その後は、望の学校生活、友人との交流の描写が続く。望の親友の水野多恵とその彼氏・藤巻凛も望と同じく甲陽大学を志望している。望はどうやら凛のことが好きなようで、志望校もそれが理由ではないかと思わせる。上記の「私って魅力無いですか？」、「彼女がいる人を好きになるっていけないことですか？」などという質問も、凛のことを対象にしていることが分かる。一方、凛と多恵との関係は微妙な感じになっている。そして、凛の方も望のことが好きな素振りを見せ始める。
そして望の家の秘密が明らかになる。望はいつも父親と一緒に入浴しているのだ。多恵から凜とのペッティングのことを聞かされた日、望は父親に対して「明日からは独りで入る」と言うが、父親にやんわりと説得されてそのことを取り下げる。
甲陽大学の合格発表は望、凛、多恵の3人で見に行くが、望だけが合格出来なかった。その夜、凛と多恵が望の家を訪ね、父親が2人を望の部屋まで案内する。父親が望の部屋の扉を開けたところで、映画中断直前の、父親が馬場も居る望の部屋に現れるシーンに繋がる。
望は慌てて身繕いをするが、転んでしまい、丸出しの尻が父親、凛、多恵の前に晒される。父親は馬場に怒りをぶつけ、一方、望は転んだせいで大量の鼻血を出す。父親が手当てをしようとするが、望は立ち上がり凜にキスをする。そして、家を出て行き、血だらけの制服のまま泣きながら街を歩く。
年度が変わり、大学生の凛と予備校生の望が公園で話している。凜は、望のことも好きだが、多恵とは別れられないと言い、望は泣き出す。また、美沙は馬場との同棲を止め、アパートを出て行くことにする。しかし、別れ際に美沙は矢張り馬場のことが好きだと言い、自分は反省していると言いながら泣き出す。馬場もつられて泣き出し、悪いのは浮気をした自分であり美沙ではないと言う。馬場と美沙は泣きながら抱き合う。

## 登場人物
馬場 元
演 - あべこうじ
殆どヒモのような暮らしをする家庭教師。教え子の望に片思いする。
望月 望
演 - 鈴木美生
大学進学を目指す女子高生。父親から溺愛されている。母親はいない（雰囲気的には死別の模様）。
藤巻 凛
演 - 坂本爽
馬場の教え子の一人。望とは高校で同じクラス。
水野 多恵
演 - 清浦夏実
望の親友であり、凛の彼女。
棚橋 美沙
演 - 踊り子あり
馬場と同棲する彼女。
望月 栄一郎
演 - 内藤トモヤ
望の父。係長昇進を目指す平社員。
三島先生
演 - 三島ゆたか
望らの担任教師。

## スタッフ
- 監督・原作・脚本・編集：吉田恵輔
- 撮影：山田真也
- 照明：佐伯琢磨
- 録音：湯脇房雄
- 音響効果：藤林繋
- 衣装/スタイリスト：宮田弘子
- キャスティング：真保直子
- 製作担当：中村元
- 助監督：立岡直人
- 題字/タイトル：片山宏明
- 製作：ステアウェイ / アムモ、日本出版販売
- 配給：アムモ
- その他：西村洋一、田代ももこ
- エンディング曲：クラムボン「THE NEW SONG」作詞：原田郁子、作曲：ミト（コロムビアエンターテインメント）